# 遁世僧
遁世僧（とんせいそう）とは、官僧に対してその世界から離脱して仏道修行に努める仏僧のこと。鎌倉仏教において重要な役割を担った。

## 概要
鎌倉時代の仏教において重要な役割を果たしたのが、官僧（天皇から得度を許され、国立戒壇において授戒をうけた僧）の特権や制約から解き放たれた遁世僧（官僧の世界から離れて仏道修行に努める僧）の存在であった。いわば第二の俗世界になってしまった官僧の世界から離脱して再出家（二重出家）した僧が遁世僧である。
日本史学者松尾剛次は、鎌倉新仏教論において「官僧および遁世僧」という分析視覚を設定しており、それによれば、遁世僧を祖師として個人の救済につとめた教団こそが「鎌倉新仏教」と称されるべきであり、その意味からは、戒律の復興をめざした華厳宗の明恵上人高弁や律宗の思円房叡尊らの教団も、北嶺系の遁世僧恵鎮（円観）の教団も、法然の浄土宗、親鸞の浄土真宗、一遍の時宗、日蓮の法華宗、栄西の臨済宗、道元の曹洞宗のいわゆる鎌倉6宗の教団との差異が何ら認められないところから、「鎌倉新仏教」の範疇に含めて考察すべきという説を主張している。高弁、叡尊、恵鎮は、従来は「旧仏教の改革派」とされてきたものの、在家信者をも構成員とするような遁世僧僧団を組織して新しい仏教活動を開始したのであり、そのようにしてつくられた教団は、主として、祖師信仰、女人救済、非人救済、葬式、勧進などに従事した。
松尾によれば、官僧僧団による仏教が鎮護国家の祈祷を第一義とする共同体宗教であったのに対し、遁世僧僧団による仏教は個人救済を第一義とする個人宗教であり、寺の総責任者を前者では「別当」「座主」「長者」と称したのに対し、後者では「長老」と称した。さらに両者は、一番上に着る袈裟の色でも異なり、官僧は『養老律令』「僧尼令」で袈裟の色が規定されていたが、10世紀以降は典型的な袈裟の色が白色となっていたのに対し、遁世僧の典型的な袈裟の色は黒色であった。